# Comuna Kameanske, Vasîlivka
Kameanske (în ucraineană Кам`янське) este o comună în raionul Vasîlivka, regiunea Zaporijjea, Ucraina, formată din satele Kameanske (reședința) și Plavni.

## Demografie
Componența lingvistică a comunei Kameanske
     Ucraineană (88,01%)
     Rusă (11,62%)
     Alte limbi (0,13%)
Conform recensământului din 2001, majoritatea populației comunei Kameanske era vorbitoare de ucraineană (88,01%), existând în minoritate și vorbitori de rusă (11,62%).